# The Young Veins
The Young Veins was een Amerikaanse rockband uit Topanga, Californië.

## Biografie
Op 6 juli 2009 besloten Ryan Ross en Jon Walker om de band Panic! at the Disco te verlaten. Dit wegens onderlinge verschillen die in de band waren ontstaan. Drie weken later, op 28 juli 2009, maakten ze bekend dat ze een nieuwe band hadden gevormd, genaamd The Young Veins. Tevens vertelden ze dat ze bezig waren met het produceren van een album. Diezelfde dag was ook hun eerste nummer te horen op hun MySpace: Change.
Op 12 december werd bekendgemaakt dat er twee nieuwe leden aan de band zijn toegevoegd: Andy Soukal als bassist en Nick Murray als drummer. Tegen die tijd was ook bekend geworden hoe hun debuutalbum zou gaan heten: Take a Vacation!. Dit album is uitgebracht in juli 2010. Eind 2010 gaven de bandleden aan dat de band voorlopig niet meer actief zou zijn.

## Bezetting
- Ryan Ross — leadzang, gitaar (2009-heden)
- Jon Walker — zang, gitaar (2009-heden)
- Nick Murray — drum (2009-heden)
- Andy Soukal — basgitaar (2009-heden)
- Nick White — keyboard (2010 - heden)